# Sehnsucht (singel Rammstein)
Sehnsucht – utwór niemieckiego zespołu metalowego Rammstein z drugiego albumu grupy, Sehnsucht.
„Sehnsucht” był wykonywany na koncertach w 1995, na trasie koncertowej promującej album Herzeleid.

## Spis utworów
1. Sehnsucht (edit)
2. Sehnsucht (wersja albumowa)